# Obidosus
Genre
Synonymes
- Fonteboatus Mello-Leitão, 1931
- Ideostygnus  Sørensen, 1932
- Misetropius Soares, 1978

Obidosus est un genre d'opilions laniatores de la famille des Stygnidae.

## Distribution
Les espèces de ce genre se rencontrent en Amérique du Sud.

## Liste des espèces
Selon World Catalogue of Opiliones (05/10/2021) :
- Obidosus albilineatus Roewer, 1957
- Obidosus amigos (Ochoa & Pinto-da-Rocha, 2013)
- Obidosus amplichelis Roewer, 1931
- Obidosus apiacas (Pinto-da-Rocha, 2000)
- Obidosus bahiensis (Pinto-da-Rocha & Villarreal, 2009)
- Obidosus boibumba (Villarreal & Pinto-da-Rocha, 2006)
- Obidosus carnaval (Villarreal & Pinto-da-Rocha, 2006)
- Obidosus cirio (Villarreal & Pinto-da-Rocha, 2006)
- Obidosus coxalis (Roewer, 1931)
- Obidosus evelineae (Soares & Soares, 1978)
- Obidosus foliadereis (Villarreal & Pinto-da-Rocha, 2006)
- Obidosus jirau (Bragagnolo, 2013)
- Obidosus junina (Villarreal & Pinto-da-Rocha, 2006)
- Obidosus kakinte (Ochoa & Pinto-da-Rocha, 2013)
- Obidosus laevis (Sørensen, 1932)
- Obidosus longipalpis (Roewer, 1943)
- Obidosus machiguenga (Ochoa & Pinto-da-Rocha, 2013)
- Obidosus mendopticus (Soares, 1978)
- Obidosus osvaldoi (Kury & Pinto-da-Rocha, 2008)
- Obidosus palpalis (Roewer, 1931)
- Obidosus regalo (Bragagnolo, 2013)
- Obidosus trocaraincola (Pinto-da-Rocha, 1997)

## Publication originale
- Roewer, 1931 : « Weitere Weberknechte V. (5. Ergänzung der: "Weberknechte der Erde", 1923). » Abhandlungen der Naturwissenschaftlichen Verein zu Bremen, vol. 28, p. 101–164.